# 斯普林瓦利鎮區 (堪薩斯州切羅基縣)
斯普林瓦利鎮區（英語：Spring Valley Township）為美國堪薩斯州切羅基縣的鎮區。2010年美国人口普查中該鎮區人口有1,106人。

## 地理
斯普林瓦利鎮區涵蓋面積122.27平方（47.21平方英里），境內設有一座城市：巴克斯特斯普林斯。

### 墓園
根據美國地質調查局的資料，此鎮區擁有7座墓園：
- 巴克斯特斯普林斯墓園（Baxter Springs Cemetery）
- 比斯利墓園（Beasley Cemetery）
- 布拉什克里克墓園（Brush Creek Cemetery）
- 克拉姆墓園（Crum Cemetery）
- 多克里墓園（Dockery Cemetery）
- 普萊森特維尤墓園（Pleasant View Cemetery）
- Usrey墓園

### 溪流
通過此鎮區的溪流有：
- 比特溪（Bitter Creek）
- 布拉什溪（Brush Creek）
- 威洛溪（Willow Creek）

### 機場
- Walter A Swalley機場

## 人口統計
根據2010年美國人口普查，斯普林瓦利鎮區人口有1,106人，住房461戶，人口密度為9.05人/每平方公里。此鎮區居民之種族有86.71%為白人；1.9%為非裔美洲人；5.61%為美洲原住民；0%為亞洲人；0%為太平洋島民；1.54%為其他種族；另外有4.25%為混血種族。而西班牙裔或拉丁裔美洲人佔此鎮區人口的2.62%。

## 外部連結
- City-Data.com （页面存档备份，存于）